# Fang (alquimista)
Fang fue una alquimista china que vivió durante el siglo I a. C. Es la mujer alquimista más antigua conocida de China.
Es solo conocida por su apellido, Fang. Criada en una familia de eruditos especializados en las artes alquímicas, estudió alquimia con una de las esposas del emperador Han Wu Ti, por tanto tuvo acceso a los niveles más altos de la sociedad.
A Fang se le atribuye el descubrimiento del método para convertir el mercurio en plata. Se cree que pudo haber utilizado la técnica de extracción de plata de las menas utilizando mercurio, donde el residuo de plata pura queda del mercurio hervido. Se sabía que el marido de Fang, Cheng Wei, la maltrató físicamente intentando obtener el procedimiento secreto, aunque ella se negó a dárselo.
Fang finalmente se volvió loca y se suicidó. Los detalles de su vida fueron registrados por el autor y alquimista Ge Hong.